# Phil Spector (película)
Phil Spector es una película televisiva de drama biográfico estadounidense de 2013 escrita y dirigida por David Mamet. La película está basada en los juicios por asesinato del productor discográfico, compositor y músico Phil Spector y se estrenó a través de HBO el 24 de marzo de 2013. Está protagonizada por Al Pacino como Phil Spector y Helen Mirren como la abogada defensora Linda Kenney Baden. Se centra principalmente en la relación entre Spector y Kenney Baden en 2007 durante el primero de sus dos juicios por asesinato por la muerte en 2003 de Lana Clarkson en su mansión de California, y se anunció como «una exploración de la relación cliente-abogado» entre ambos.
La película fue controvertida por ficcionalizar aspectos del caso y por descuidar evidencia significativa presentada por la fiscalía en la vida real, lo que llevó a acusaciones de que la película fue creada como una pieza de defensa a favor de Spector. Spector no participó en la película y cuestionó su precisión histórica. Aunque se basa en personas reales y un evento real, comienza con un descargo de responsabilidad redactado de manera inusual que dice: «Esta es una obra de ficción. No está 'basada en una historia real'... Es un drama inspirado por personas reales en un juicio, pero no es un intento de representar a las personas reales, ni de comentar sobre el juicio o su resultado».

## Reparto
- Al Pacino - Phil Spector
- Helen Mirren - Linda Kenney Baden
- Jeffrey Tambor - Bruce Cutler
- John Pirruccello - Nick Stavros
- Philip Martin - James Lee
- Clara Mamet - paint girl
- Chiwetel Ejiofor - mock prosecutor
- James Tolkan - Larry Fidler
- Natalia Nogulich - Giovonetta Ricci
- Matthew Rauch - Mike
- Linda Miller - Ronnie Spector
- Rebecca Pidgeon - Dr. Fallon

## Controversia
La esposa de Spector, Rachelle, dijo que la película era «cursi» y se quejó de que mostraba a Spector de manera inexacta como «un megalómano malhablado».
En su artículo de junio de 2013, Mick Brown afirmó que cuando Phil Spector se estrenó en HBO en marzo de 2013, «logró la rara hazaña de ofender o molestar a casi todo el mundo» y que los críticos la han calificado de «desastre moral». Brown escribió que «Mamet ignora la evidencia que no se ajusta a su tesis, por lo que al final Phil Spector se convierte menos en una 'exploración' [de la relación entre Spector y Kenney Baden] que en un acto de defensa, y describió la película como «deshonesta».
Cuando se le preguntó en 2013 si pensaba que Spector le disparó a Clarkson, Mamet respondió: «No tengo ni idea. Y mira, el punto del sistema legal es que nadie tiene idea. Por eso, lo opuesto a un veredicto de culpabilidad no es 'inocente', es 'no culpable'. Según la sabiduría del sistema de jurisprudencia estadounidense, la responsabilidad recae en el estado. Y si el estado no puede probar su caso, tienes que dejar que el tipo quede libre, ya sea que, en el fondo de nuestras mentes, pensamos que realmente lo hizo». Refiriéndose a su propia visión del caso Spector de manera más específica, Mamet le dijo a Financial Times en 2011: «Si lo hizo o no, nunca lo sabremos, pero si fuese un ciudadano común, nunca lo habrían acusado». Cuando Mick Brown le preguntó en 2013 qué pensaba sobre el caso, sin embargo, Mamet respondió: «No es asunto de nadie. De eso se trata la película», aunque se refirió a su declaración de 2011 agregando: «Creo que hay una duda razonable. Pero eso es muy diferente de decir que fue engañado». Cuando Brown le preguntó por qué había prestado tan poca atención al caso de la fiscalía en su guión, Mamet respondió: «Bueno... No estoy haciendo una película sobre la acusación». Mamet también desestimó la preocupación de Brown de que la película engañaría a muchos espectadores, que asumirían que era una descripción precisa de la historia y nunca se molestarían en buscar los hechos del caso, diciendo: «Tengo derecho, según la Primera Enmienda, a escribir lo que quiera, y si alguien es lo suficientemente tonto como para ponerlo en televisión ese es su problema. Me importan una mierda los hechos».

## Premios y nominaciones
| Año  | Organización                     | Categoría                                                              | Candidato                                                | Resultado |
| ---- | -------------------------------- | ---------------------------------------------------------------------- | -------------------------------------------------------- | --------- |
| 2013 | Premios de la Crítica Televisiva | Mejor actor en una película o miniserie                                | Al Pacino                                                | Nominado  |
| 2013 | Premios Primetime Emmy           | Mejor dirección de arte para una miniserie o película                  | Patrizia von Brandenstein, Fredda Slavin, Diane Lederman | Nominadas |
| 2013 | Premios Primetime Emmy           | Mejor vestuariopara una miniserie, una película o un especial          | Debra McGuire, Lorraine Calvert                          | Nominadas |
| 2013 | Premios Primetime Emmy           | Mejor peluquería para una miniserie o película                         | Stanley Hall, Cydney Cornell, Michael Kriston            | Nominados |
| 2013 | Premios Primetime Emmy           | Mejor actor principal en una serie o película limitada o de antología  | Al Pacino                                                | Nominado  |
| 2013 | Premios Primetime Emmy           | Mejor actriz principal en una serie o película limitada o de antología | Helen Mirren                                             | Nominada  |
| 2013 | Premios Primetime Emmy           | Mejor maquillaje para una miniserie o película                         | Chris Bingham, Hildie Ginsberg, John Caglione, Jr.       | Nominados |
| 2013 | Premios Primetime Emmy           | Mejor mezcla de sonido para una miniserie o película                   | Gary Alper, Roy Waldspurger, Michael Barry               | Nominados |
| 2013 | Premios Primetime Emmy           | Mejor dirección de una miniserie, película o especial dramático        | David Mamet                                              | Nominado  |
| 2013 | Premios Primetime Emmy           | Mejor guion de una miniserie, película o especial dramático            | David Memet                                              | Nominado  |
| 2013 | Premios Primetime Emmy           | Mejor miniserie o película                                             | Phil Spector                                             | Nominada  |
| 2014 | Premios Globo de Oro             | Mejor actor de miniserie o telefilme                                   | Al Pacino                                                | Nominado  |
| 2014 | Premios Globo de Oro             | Mejor actriz de miniserie o telefilme                                  | Helen Mirren                                             | Nominada  |
| 2014 | Premios Satellite                | Mejor actor - Miniserie o telefilme                                    | Al Pacino                                                | Nominado  |
| 2014 | Premios Satellite                | Mejor actriz - Miniserie o telefilme                                   | Helen Mirren                                             | Nominada  |
| 2014 | Premios Satellite                | Mejor miniserie o telefilme                                            | Phil Spector                                             | Nominada  |
| 2014 | Premios del Sindicato de Actores | Mejor actriz de televisión - Miniserie o telefilme                     | Helen Mirren                                             | Ganadora  |
| 2014 | Premios del Sindicato de Actores | Mejor actor de televisión - Miniserie o telefilme                      | Al Pacino                                                | Nominado  |